# Thalasseus sandvicensis
El charrán patinegro (Thalasseus sandvicensis) es un ave de la familia Sternidae que habita en las costas de África y Eurasia occidental. Su taxonomía se encuentra en disputa, mientras que algunos lo incluyen en el género Thalasseus otros lo mantienen en el género  Sterna. Está estrechamente emparentado con el charrán bengalí (T. bengalensis), el charrán chino (T. bernsteini) y el charrán elegante (T. elegans).
El charrán patinegro es un charrán de tamaño medio grande que tiene las partes superiores de su cuerpo de color gris pálido y las inferiores de color blanco, con un copete crestado negro que se reduce a una franja negra en invierno y un pico negro con la punta amarilla. Como todos los demás charranes del género Thalasseus el charrán patinegro se alimenta zambulléndose en el agua para pescar, normalmente en medios marinos. 

## Taxonomía
|  | \| \| T. bengalensis \| \| \| \| \| \| T. maxima \| \| \| \| |
|  |                                                              |
|  | T.bergii                                                     |
|  |                                                              |
|  | T. bengalensis                                               |
|  |                                                              |
|  | T. maxima                                                    |
|  |                                                              |

|  | T. bengalensis |
|  |                |
|  | T. maxima      |
|  |                |

|  | \| \| T. acuflavidus \| \| \| \| \| \| T. elegans \| \| \| \| |
|  |                                                               |
|  | T. sandvicensis                                               |
|  |                                                               |
|  | T. acuflavidus                                                |
|  |                                                               |
|  | T. elegans                                                    |
|  |                                                               |

|  | T. acuflavidus |
|  |                |
|  | T. elegans     |
|  |                |

|  | \| \| T. acuflavidus \| \| \| \| \| \| T. elegans \| \| \| \| |
|  |                                                               |
|  | T. sandvicensis                                               |
|  |                                                               |
|  | T. acuflavidus                                                |
|  |                                                               |
|  | T. elegans                                                    |
|  |                                                               |

|  | T. acuflavidus |
|  |                |
|  | T. elegans     |
|  |                |

|  | \| \| T. bengalensis \| \| \| \| \| \| T. maxima \| \| \| \| |
|  |                                                              |
|  | T.bergii                                                     |
|  |                                                              |
|  | T. bengalensis                                               |
|  |                                                              |
|  | T. maxima                                                    |
|  |                                                              |

|  | T. bengalensis |
|  |                |
|  | T. maxima      |
|  |                |

|  | \| \| T. acuflavidus \| \| \| \| \| \| T. elegans \| \| \| \| |
|  |                                                               |
|  | T. sandvicensis                                               |
|  |                                                               |
|  | T. acuflavidus                                                |
|  |                                                               |
|  | T. elegans                                                    |
|  |                                                               |

|  | T. acuflavidus |
|  |                |
|  | T. elegans     |
|  |                |

|  | \| \| T. acuflavidus \| \| \| \| \| \| T. elegans \| \| \| \| |
|  |                                                               |
|  | T. sandvicensis                                               |
|  |                                                               |
|  | T. acuflavidus                                                |
|  |                                                               |
|  | T. elegans                                                    |
|  |                                                               |

|  | T. acuflavidus |
|  |                |
|  | T. elegans     |
|  |                |

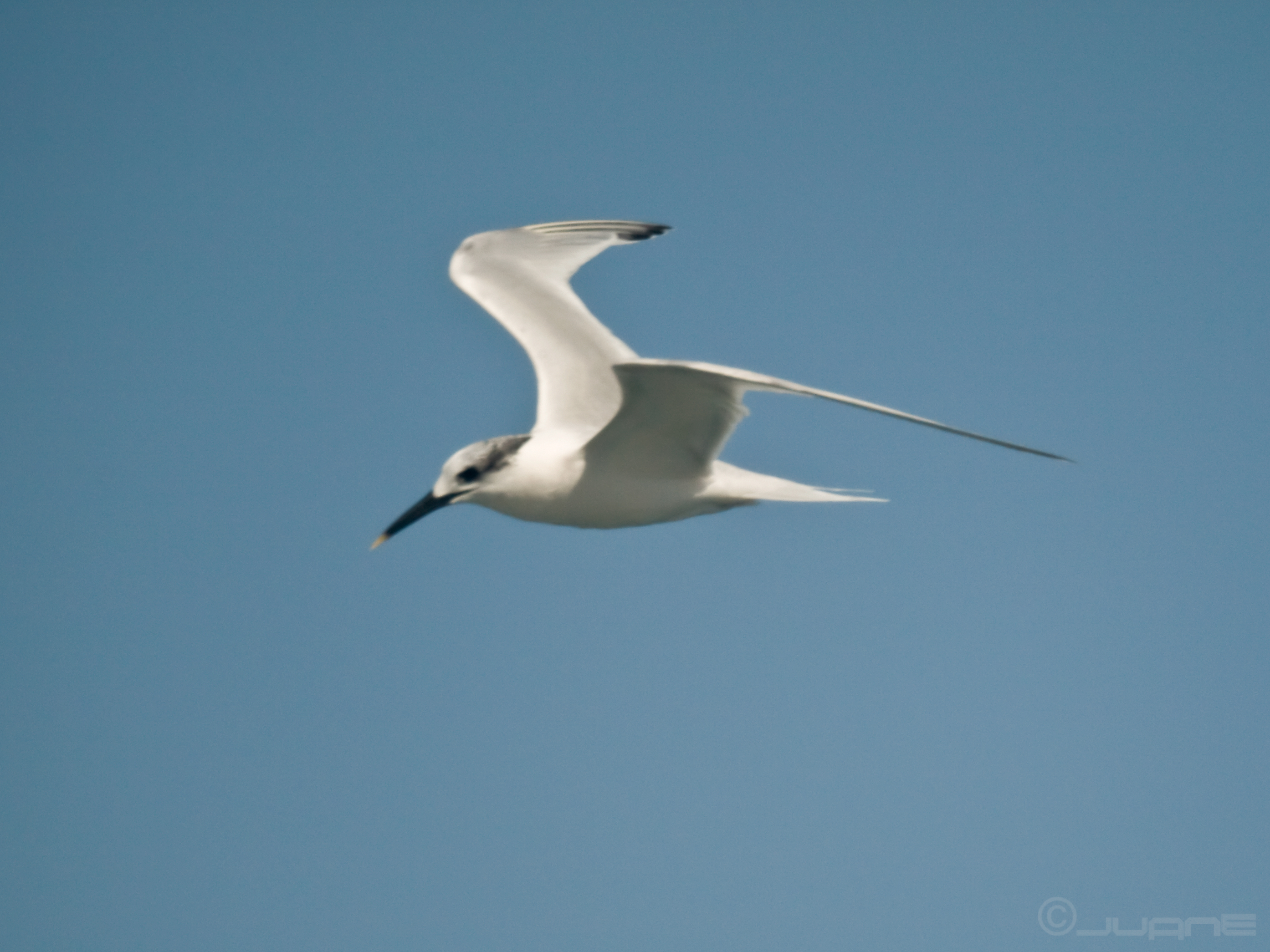
Adulto en vuelo con su plumaje invernal.

La familia de los charranes y pagazas, Sternidae, está formada por aves de tamaño pequeño y medio que se parecen a las gaviotas, aunque suelen ser más delicadas y de construcción más ligera y con patas más cortas. Tienen alas largas y puntiagudas que les proporcionan un vuelo fuerte y rápido. Además suelen tener colas ahorquilladas. La mayoría de las especies son grises en la parte superior y blancas por debajo y presentan un capuchón negro que se reduce o se salpica de blanco en invierno.
El charrán patinegro fue descrito científicamente por el ornitólogo John Latham en 1787 como Sterna sandvicensis, pero recientemente se lo trasladó al género Thalasseus (Boie, 1822) debido a unos estudios de ADN mitocondrial que confirman que los tres tipos distintos de patrones en la cabeza (corona blanca, capuchón negro y capuchón negro con una entrada blanca en la frente) corresponden a distintos clados.
El nombre del género deriva del término griego Thalassa (mar); y sandvicensis se refiere a Sandwich (Kent), la localidad donde Latham recolectó su ejemplar tipo; a diferencia de otras aves donde generalmente el término sandvicensis en su nombre específico se refiere a Hawái, que anteriormente se denominaba islas Sandwich. 

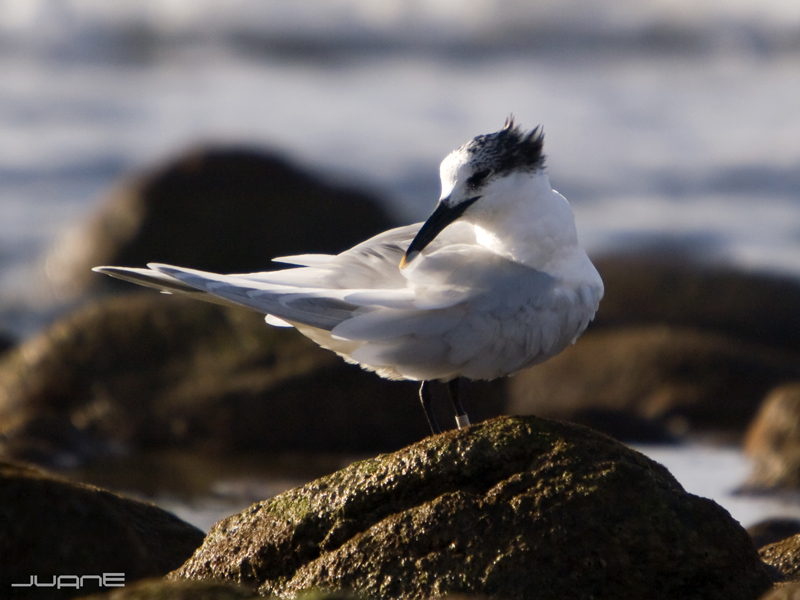
Ejemplar con plumaje de invierno.

El charrán patinegro cría en las costas atlánticas y  mediterráneas europeas, y migra a África occidental y la península arábiga.

## Descripción
Es un charrán de tamaño medio, 37–43 cm de longitud con una envergadura alar de 85–97 cm, que es difícil de confundir con otra especie en su área de distribución, aunque juveniles que tienen el pico más corto se parecen a los de la pagaza piconegra.
El pico del charrán patinegro es estrecho y de color negro con la punta amarillo, excepto en la raza sudamericana que es en su totalidad amarillo o anaranjado. Sus patas son cortas y como indica su nombre de color negro. Las partes superiores de su cuerpo son de color gris pálido y las inferiores blancas. Lo que le da un aspecto muy claro en vuelo, aunque las plumas primarias se oscurecen durante el verano, y los adultos presentan en su cabeza un casquete crestado de color negro. En invierno la frente y el píleo de los adultos se vuelven blancos. Los juveniles del charrán patinegro tienen la punta de sus colas oscuras y la espalda y parte superior de las alas ligeramente moteadas, como los juveniles del charrán rosado.
Se diferencia del charrán bengalí y el charrán elegante en su pico que ambos tienen de color anaranjado. Además el charrán bengalí tiene el pico algo más robusto y el trasero de color gris, y el charrán elegante tiene el pico ligeramente más largo y más delgado. El charrán chino es más parecido al charran patinegro, pero el patrón de color de su pico es el inverso, amarillo con la punta negra, y sus áreas de distribución no se solapan, por lo que es muy poco probable la confusión.

## Comportamiento

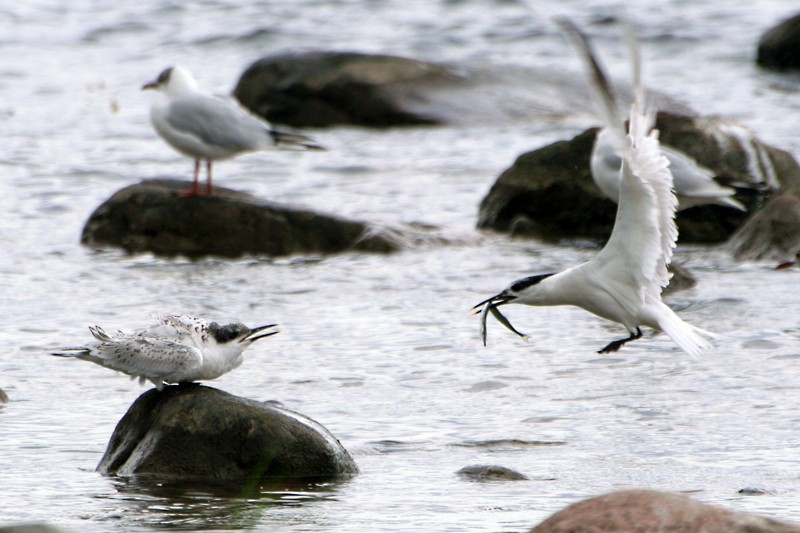
T. sandvicensis alimentando a su cría crecida.

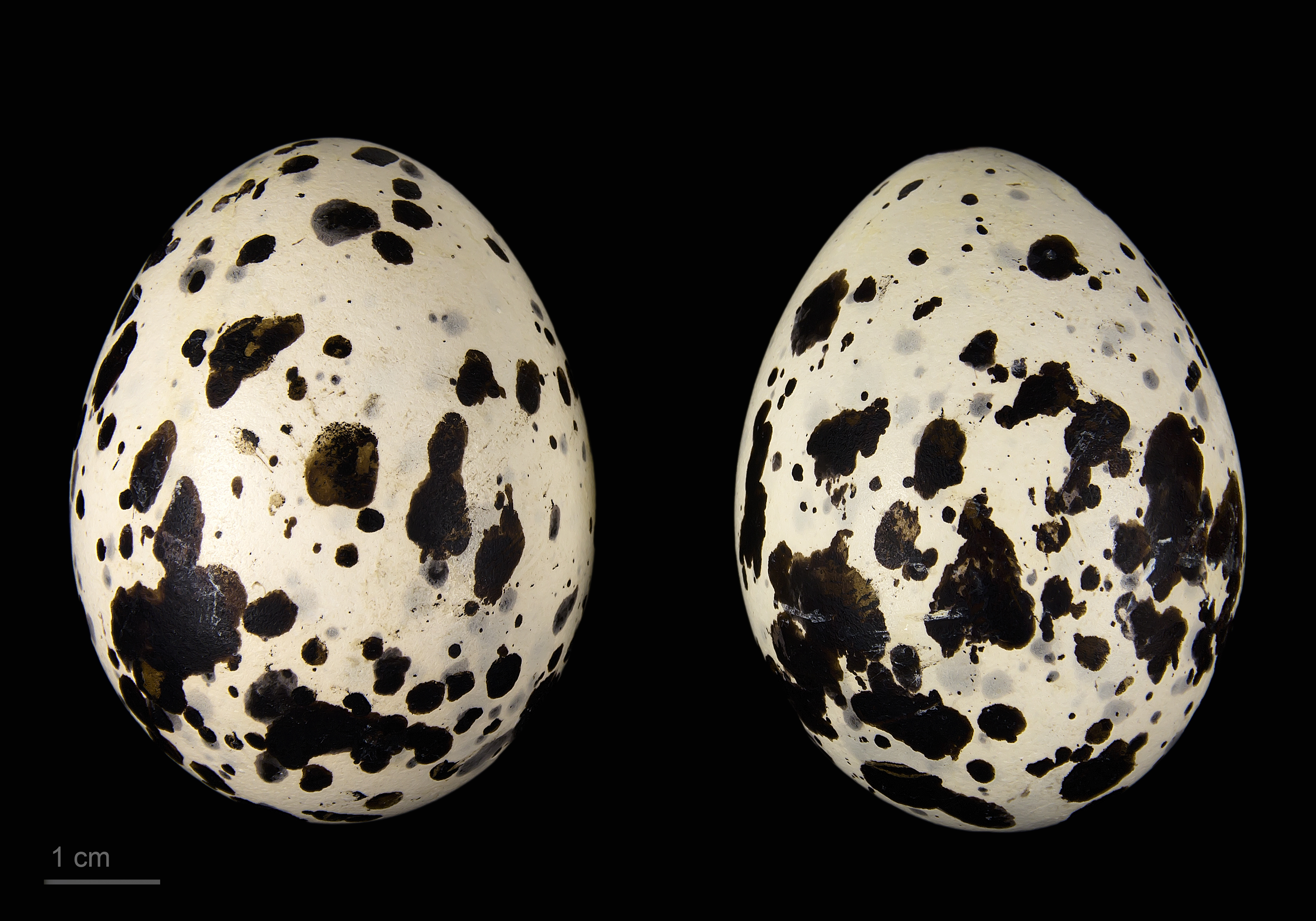
oeufs de Thalasseus sandvicensis - MHNT

Esta especie cría en colonias muy densas junto a la costa y en las islas, y excepcionalmente en el interior continental en grandes lagos de agua dulce cercanos a la costa. Realiza su nido en el suelo escarbando someramente la tierra y pone de uno a tres huevos. A diferencia de charranes más pequeños no se muestra muy agresivo ante potenciales depredadores, contando con la alta densidad de nidos—a menudo sólo 20–30 cm entre uno y otro— y que anida cerca de otras especies más agresivas como los charranes árticos y las gaviotas reidoras para expulsar a los depredadores.
Como todos los charranes del género Thalasseus los charranes patinegros se alimentan zambulléndose en picado para pescar. Generalmente hacen un clavado directamente, sin cernirse como prefiere el charrán ártico. Las ofrendas de pescado del macho a la hembra son parte del ritual de cortejo en esta especie.

## Conservación
El charrán patinegro tiene una amplia zona de distribución de unos 100,000–1,000,000 millones de km². Tiene una población estimada en 460.000–500.000 individuos. La tendencia de la población no se ha cuantificado, pero se cree que no se acerca a los criterios de declive de la Lista Roja de la UICN (un declive de más del 30% en diez años o tres generaciones). Por esta razón la especie está catalogada como de preocupación menor (LC).
El charrán patinegro está entre las especies a las que se aplica el Tratado de conservación de las aves acuáticas migratorias afro-euroasiáticas (AEWA).